# Cisimeut
Cisimeut is een bestuurslaag in het regentschap Lebak van de provincie Banten, Indonesië. Cisimeut telt 5053 inwoners (volkstelling 2010).